# Gravat Ramsund
El gravat Ramsund (millor anomenat "el gravat de Ramsundsberg") és una obra d'art de l'era viking sueca, decorada amb dibuixos i inscripcions rúniques en estil Pr 1. A diferència de les runes típiques tallades en pedres alçades, aquest gravat és fet sobre una gran roca erosionada a la base d'un pujol al costat de l'estret de Ramsund, Suècia. En suec es coneix com a Ramsundsbergets ristningen ('El gravat, o talla, del turó de Ramsund') i Sigurdsristningen vid Ramsund" ('El gravat de Sigurd junt a Ramsund"). Al catàleg de runes es classifica com Södermanlands runinskrifter 101 ('Inscripció rúnica núm. 101 de la comarca de Södermanland'), o simplement "Sö 101". Considerada una de les peces d'art nòrdic més importants, es creu que data del 1040. La longitud del gravat és de 4,7 m.
La roca es troba a uns 50 m del camí que duu a la granja de Sundbyholm, al llogaret de Mora, parròquia de Jäder, entre Torshälla och Strängnäs, municipi d'Eskilstuna (Södermanland), al sud-oest d'Estocolm, Suècia, en un dels braços del llac Mälaren. Al voltant del turó hi ha, segons el folklore local, el bosc de faigs més nòrdic d'Europa.
La roca de Ramsund és una de les anomenades "pedres de Sigurd", un conjunt d'unes vuit roques amb runes o dibuixos sobre la llegenda de Sigurðr Sigmundarson Fáfnisbani (Sigurd, Fill de Sigmund, botxí del drac Fafnir). Algunes parts d'aquesta llegenda apareixen en l'Edda Poètica, l'Edda Prosaica de Snorri Sturluson, la Saga dels Volsungs i el Cantar dels nibelungs, així com en el cicle d'òperes L'anell del nibelung de Richard Wagner. En aquestes dues darreres obres Sigurðr en nòrdic antic correspon a l'heroi Siegfried ('Sigurd'), en alemany.

## Imatges en el gravat

(Per veure les referències entreu a la imatge en la seua grandària més àmplia) El gravat Ramsund a Suècia denota 1) com Sigurd està assegut i nu davant del foc preparant el cor del drac Fafner per al seu pare adoptiu Regin, que és el germà de Fafnir. El cor no és llest encara, i quan Sigurd el toca, es crema i es fica el dit a la boca. Com ha provat sang de drac comença a entendre la cançó de l'au. 2) Les aus diuen que Regin no complirà la promesa de reconciliació i matarà a Sigurd, i això fa que aquest talle el cap del primer. 3) Regin jau mort al costat del seu cap i les seues eines de ferreria amb què forjà l'espasa de Sigurd, Gram, estan escampades al seu voltant, i 4) el cavall de Regin està replet del tresor del drac. 5) és l'esdeveniment previ quan Sigurd mata a Fafner, i 6) mostra Ódder, del començament de la saga. La runa en la cinta (el cos del drac) és una dedicatòria: "Sigriðr gærði bro þasi, moðanar Alriks, dottiR Orms, for salu HolmgæiRs, faður SigrøðaR, boanda sins", "Sigríðr va fer aquest pont, mare d'Alríkr, filla d'Ormr, per a l'ànima de Holmgeirr, pare de Sigrøðr, el seu espòs (lit. capatàs llaurador)."

Els detalls de la llegenda que es veuen en el gravat són aquests (per ordre d'aparició segons la numeració de l'1 al 6 en la figura):
- Sigurd està assegut i nu davant del foc rostint el cor del drac Fafnir per a son pare adoptiu Regin, que és el germà de Fafnir. El cor no és llest encara; quan Sigurd el toca, es crema i es posa el dit a la boca. En provar la sang màgica del drac, el jove heroi entén el cant dels ocells.
- Un sítid anuncia a Sigurd la traïció de Regin, que planeja enverinar-lo. En escoltar-ho, el jove talla el cap del seu pare adoptiu.
- El ferrer Regin jau decapitat. Al seu al voltant es veu el martell, la manxa, una pinça llarga i l'enclusa amb què Regin forjà l'espasa trencada Gramr (o Gram), abans de Sigmund, pare de Sigurd.
- El cavall Grani de Regin, ara de Sigurd, està lligat a l'arbre des d'on els ocells parlen a Sigurd. El dibuix suggereix que el cavall està carregat amb el tresor del drac.
- Sigurd sorprén al drac Fafnir i el mata amb l'espasa Gramr, travessant-lo des de baix.
- Mostra a Ódder (o Ótr) al començament de la saga, germà de Regin i Fafnir; tenia l'habilitat de transformar-se en una llúdria. La seua mort accidental per Loki posa en moviment la història de l'or del nibelung Andvari i el seu anell maleït.

## Text en el gravat
La cinta que apareix en el gravat és una dedicatòria que s'ha associat a la família de Hákon (o Håkon) Jarl, un noble suec del s. XI, el clan del qual s'establí a la zona del Mälaren entre Sigtuna i Strängnäs. Tot i que els experts no s'hi posen d'acord, alguns creuen que aquest jarl (vassall, senyor feudal lloctinent a vegades traduït com a "comte") pot ser el mateix que el jarl de Lade noruec Håkon Eiriksson i el cap vareg Yakun, un dels vikings suecs que s'esmenten en l'exploració de Rússia i Ucraïna del 1024 (variâgi en eslau antic o Væringjar/väringar en nòrdic antic, "varangians" en anglés).
La transliteració directa dels caràcters rúnics és:
siriþr : kiarþi : bur : þąsi : muþanar : alriks : tutiR : urms : fur * salu : hulmkiRs : faþur : sukruþaR buata * sis *.
Usant les vocals i consonants del nòrdic antic, n'hi ha dues versions:
1) en suec antic (nòrdic antic oriental)
Sigriðr gærði bro þąsi (‘þannsi’), moðanar Alriks, dottiR Orms, for salu HolmgæiRs, faður SigrøðaR, boanda sins.
2) en nòrdic antic occidental:
Sigríðr gerði brú þessa, móðanar Alríks, dóttir Orms, fyrir sálu Holmgeirs, fôður Sigrøðar, bónda síns.
Traducció: "Sigríðr feu aquest pont, mare d'Alríkr, filla d'Ormr, per a l'ànima de Holmgeirr, pare de Sigrøðr, el seu espòs." (La paraula "espòs" ací és literalment "capatàs llaurador").
La interpretació d'aquests mots s'ha qüestionat. Una traducció molt difosa (però incorrecta) és que Holmgeirr ("Holmger") és el difunt espòs de Sigríðr ("Sigrid") i el pare de Sigrøðr ("Sigurðr" o "Sigurd"). En realitat, la gramàtica d'aquesta frase no fa possible destriar si Holmgeirr o Sigrøðr són l'espòs de Sigríðr. D'altra banda, comparant altres pedres associades a la família d'Håkon Jarl a la mateixa zona, sorgeix una interpretació diferent que es creu més correcta: Sigríðr era l'esposa de Sigurðr, com s'explica avall.

## Altres dues pedres rúniques associades al gravat de Ramsundsberg
En primer lloc, es troba la runa O617 a "Bro kyrka" a Upplands-Bro, Uppland, a uns 60 km al nord-est de Ramsund de l'altre costat del llac Mälar, a la zona de Sigtuna, que conté una altra inscripció feta per una dona per honorar un home en la mateixa època. Aquesta descriu clarament Sigrøðr com a fill de Holmgeirr:
Ginnlaug, HolmgæiRs dottiR, systiR SygrøðaR ok þæira Gauts, hon let gæra bro þessa ok ræisa stæin þenna æftiR Assur, bonda sinn, són HakonaR iarls. SaR vaR vikinga vorðr emð Gæiti(?). Guð hialpi hans nu and ok salu.
Traducció: "Ginnlaug (o Ginnlög), filla de Holmgeirr, germana de Sigrøðr i Gautr (o "Göt"), ordenà fer aquest pont i alçar aquesta pedra en honor d'Assur ("Ôzurr"), el seu espòs, fill del Jarl Hákon (o Håkon). Ell fou un viking vorðr juntament amb Geiti (o Geter). Déu ajude ara el seu esperit i ànima."
No és clar què significa "viking vorðr" en aquest context, ja que la paraula vorðr vol dir "guardià", "cap o cabdill", "vigia". Alguns autors opinen que la pedra identifica Assur com un "cabdill viking" en les campanyes d'Anglaterra. Askeberg descriu la pedra d'Upplands-Bro com: "L'únic text complet d'una pedra rúnica amb la paraula viking". La majoria considera que és més probable que, en aquest context, "viking vordr" signifique "landvärnare mot vikingar", això és, "un defensor de la costa contra els vikings (invasors externs contra el Mälaren)". Aquests autors consideren que Assur va morir lluitant amb un altre personatge històric: Sven Tveskägg.
D'altra banda, hi ha una altra pedra (runa Sö 106 a Kjula, 8 km al sud de Ramsund) alçada per Alríkr, fill de Sigríðr, i dedicada a Spjut, pare seu:
AlrikR ræisti stæin, sun SigriðaR, at sinn faður Spiut, saR vestarla um vaRit hafði, borg um brutna i ok um barða, færð hann karsaR kunni allaR.
Traducció: "Alríkr aixecà la pedra, fill de Sigríðr, en honor de son pare Spjut. Ell havia estat a l'oest, on triomfà i destruí castells; ho sabia tot sobre l'art de les fortificacions."
D'acord amb la runa O617, Sigríðr fou l'esposa de Sigrøðr; Ginnlög és cunyada de Sigríðr, i Holmgeirr és el sogre d'aquesta. El gravat Sö 101 suggereix que Sigríðr és vídua de Sigrøðr i per això és ella qui commemora la mort del seu sogre Holmgeirr en lloc de Sigrøðr, fill de Holmgeirr, que no pot honorar son pare, doncs ha mort abans que ell. D'altra banda, la pedra Sö 106 indicaria que Sigrøðr no és pare d'Alríkr, sinó que deu ser el segon espòs de Sigríðr. Altres autors han especulat que Sigrøðr i Spjut poden ser la mateixa persona.
L'opinió general és que la llegenda de Sigurd apareix en la roca de Ramsund per associació amb l'espòs de Sigríðr, i la forma original del nom és "Sigurðr".

## El pont i terraplé sobre Ramsund
El text esmenta que la roca estava unida a un pont. La tradició de construir un pont i dedicar-lo a l'ànima d'un mort apareix en diverses runas sueques. La construcció d'un pont sempre ha estat un treball extraordinari i serveix per celebrar-ne també al responsable de l'execució. En aquest cas, hi ha a la rodalia de la roca de Ramsundsberg les ruïnes de la base d'un pont primitiu medieval sobre el rierol que corre per Ramsund ("sund" significa 'estret o petit braç d'aigua' en suec). La secció que se'n conserva hui és un terraplé per sostenir el camí que s'acosta a l'aigua. Aquest pont devia ser important per creuar Ramsundsån ('el rierol de Ramsund'), que si hui no és un pas imponent, tenia tres o quatre metres més de fondària en l'època vikinga.